# Fame (Zweedse band)

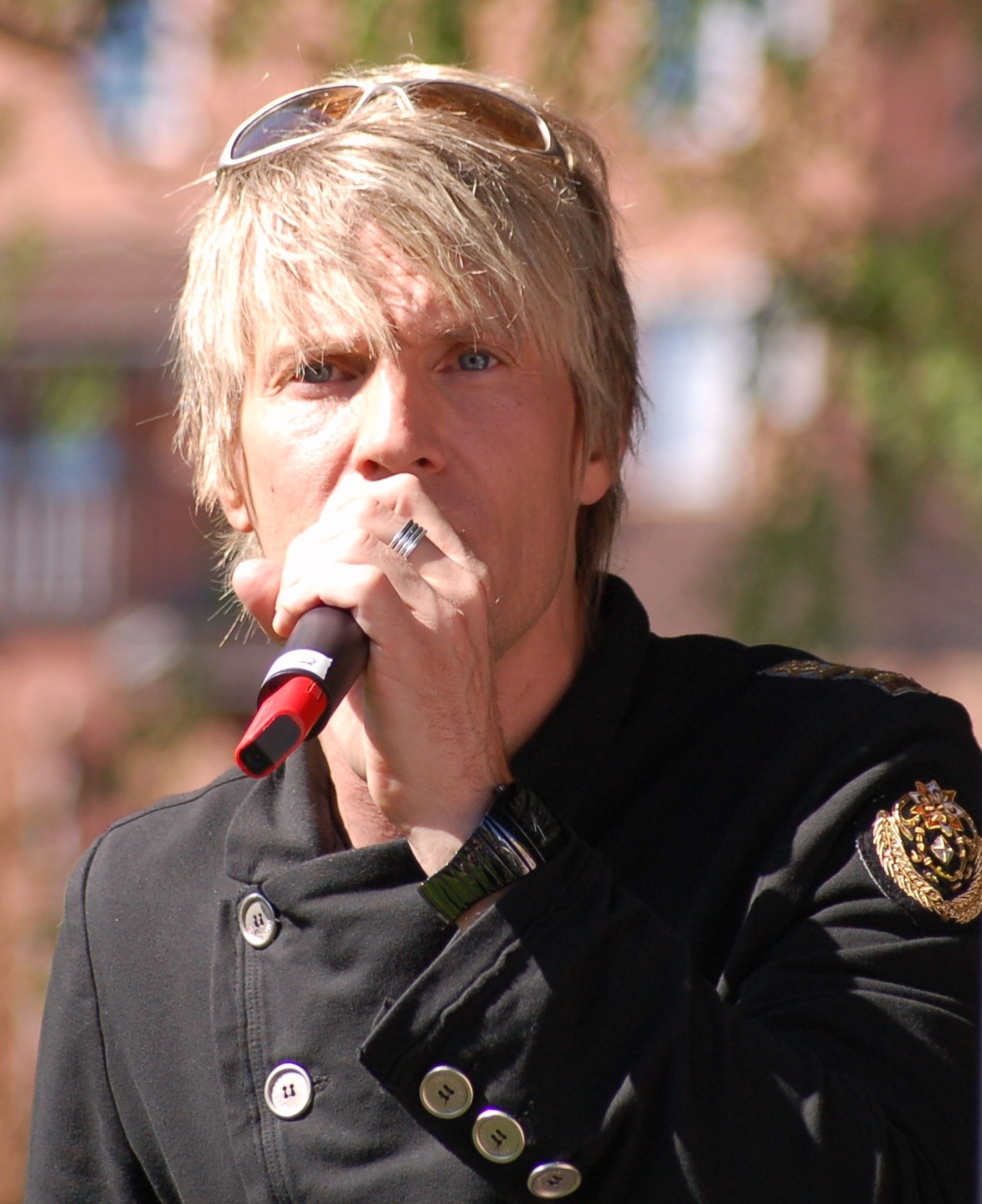
Magnus Bäcklund 2006

Fame is een Zweeds duo en bestaat uit Jessica Andersson (Stockholm, 27 oktober 1973) en Magnus Bäcklund (Kristinehamn, 16 november 1965).
Het duo leerde elkaar in 2002 kennen bij de Zweedse versie van Starmaker, Fame Factory. Magnus Bäcklund won de show, terwijl Jessica Andersson vrijwillig opgaf om te bevallen van een zoon.
Andersson is een voormalig fotomodel en Bäcklund is piloot. Beiden zien Stevie Wonder als hun grote voorbeeld. Fame won de gunst van het Zweedse publiek dat massaal voor "Give Me Your Love" koos tijdens Melodifestivallen, de Zweedse voorronde voor het Eurovisiesongfestival in de Ericsson Globe in Stockholm. Zo mochten ze Zweden op het Eurovisiesongfestival 2003 vertegenwoordigen. Het duo wist een vijfde plaats in de wacht te slepen.
1958: Alice Babs · 
1959: Brita Borg · 
1960: Siw Malmkvist · 
1961: Lill-Babs · 
1962: Inger Berggren · 
1963: Monica Zetterlund · 
1965: Ingvar Wixell · 
1966: Lill Lindfors & Svante Thuresson · 
1967: Östen Warnerbring · 
1968: Claes-Göran Hederström · 
1969: Tommy Körberg · 
1971: Family Four · 
1972: Family Four · 
1973: Nova · 
1974: ABBA · 
1975: Lasse Berghagen · 
1977: Forbes · 
1978: Björn Skifs · 
1979: Ted Gärdestad · 
1980: Tomas Ledin · 
1981: Björn Skifs · 
1982: Chips · 
1983: Carola · 
1984: Herreys · 
1985: Kikki Danielsson · 
1986: Lasse Holm & Monica Törnell · 
1987: Lotta Engberg · 
1988: Tommy Körberg · 
1989: Tommy Nilsson · 
1990: Edin-Ådahl · 
1991: Carola · 
1992: Christer Björkman · 
1993: Arvingarna · 
1994: Marie Bergman & Roger Pontare · 
1995: Jan Johansen · 
1996: One More Time · 
1997: Blond · 
1998: Jill Johnson · 
1999: Charlotte Nilsson · 
2000: Roger Pontare · 
2001: Friends · 
2002: Afro-Dite · 
2003: Fame · 
2004: Lena Philipsson · 
2005: Martin Stenmarck · 
2006: Carola · 
2007: The Ark · 
2008: Charlotte Perrelli · 
2009: Malena Ernman · 
2010: Anna Bergendahl · 
2011: Eric Saade · 
2012: Loreen · 
2013: Robin Stjernberg · 
2014: Sanna Nielsen · 
2015: Måns Zelmerlöw · 
2016: Frans · 
2017: Robin Bengtsson · 
2018: Benjamin Ingrosso · 
2019: John Lundvik · 
2021: Tusse · 
2022: Cornelia Jakobs · 
2023: Loreen · 
2024: Marcus & Martinus · 
2025: KAJ